# New Police Story
New Police Story (Xin jing cha gu shi) è un film del 2004, diretto da Benny Chan, con protagonista Jackie Chan, è il quinto film della celebre serie Police Story e rappresenta il primo reboot della saga.

## Trama
L'ispettore Wing, della polizia di Hong Kong, è stato vittima, insieme alla sua squadra, di una gang di malviventi. Tutti i suoi uomini sono morti ed ora Wing, sentendosi responsabile, per cercare di dimenticare incomincia a bere. Un giorno gli si presenta un giovane dal passato turbolento che aspira a diventare un poliziotto, il quale lo convince a riprendere in mano il caso e lo aiuterà ad ottenere la propria vendetta.

## Sequel
Nel 2013 uscì un secondo reboot della saga, Police Story: Lockdown, diretto da Sheng Ding ed interpretato sempre da Jackie Chan.
Il 14 marzo 2023, è stato annunciato un sequel del film intitolato New Police Story 2, all'Hong Kong Filmart, il quale sarà in fase di sviluppo con il ritorno delle star Jackie Chan, Nicholas Tse, Daniel Wu e Charlene Choi, mentre Chan ricoprirà anche il ruolo di produttore e Tse ricoprirà anche il ruolo di regista.